# Judy Niemack
Judy Niemack, heden Niemack-Prins (Pasadena (Californië), 11 maart 1954), is een Amerikaanse jazzzangeres.

## Biografie
Niemack trad op 7-jarige leeftijd op in het kerkkoor en tijdens haar schooltijd zong ze in verschillende zangformaties zoals kamerkoor, madrigaalkoor, musical-opvoeringen, folk- en rockbands en in een zang-jazzkwartet. Ze studeerde vervolgens klassieke zang aan het Pasadena City College en daarna aan het New England Conservatory om daarna onderricht te nemen in jazzimprovisatie bij Warne Marsh. In 1977 ging ze als jazzzangeres naar New York, waar ze o.a. optrad bij Dave Brubeck, Ray Drummond en Kirk Nurock. 
Tijdens het jazzfestival in Pisa in 1982 begon haar internationale carrière, die ze dan in bijna alle Europese landen, in Canada, Japan en de Filipijnen vervolgde. Tijdens haar Japanse tournee werd ze begeleid door Ray Drummond, Tootie Heath en Ronnie Mathews. Ze heeft opgenomen met Lee Konitz, Joe Lovano, Peter Herbolzheimer, Mal Waldron, Kenny Barron, Toots Thielemans, Erik Friedlander, Fred Hersch, David Friedman, Hein van de Geyn, Roger Vanhaverbeke en Eddie Gomez. Ze heeft ook samengewerkt met de WDR Big Band in Keulen, met Jim McNeely, de hr-Bigband en de RIAS Big Band in Berlijn.
Na jazzpedagogische werkzaamheden aan meerdere Amerikaanse colleges en hogescholen doceerde Niemack vanaf 1993 aan de jazzfaculteit van het Koninklijk Conservatorium van Antwerpen en Den Haag. In 1994 werd ze professor voor jazzzang aan het conservatorium in Brussel. In 1995 werd ze dan benoemd als professor aan de Hochschule für Musik „Hanns Eisler“ Berlijn. Ze was toentertijd de eerste vrouwelijke professor voor jazzzang in Duitsland. Ze doceert tegenwoordig aan het Jazz-Institut Berlin.

## Privéleven
Niemack is getrouwd met de Belgische gitarist Jeanfrançois Prins, met wie ze ook optreedt.
- Bibsys: 5100043
- Bibliothèque nationale de France: cb139852743 (data)
- Gemeinsame Normdatei: 135182255
- International Standard Name Identifier: 0000 0000 5518 8312
- Library of Congress Control Number: nr93034109
- MusicBrainz: f516e5c9-9b46-4c8c-8fd4-009b77527866
- Nationale Bibliotheek van Israël: 987007395557005171
- Nederlandse Thesaurus van Auteursnamen: 102263221
- Réseau des bibliothèques de Suisse occidentale: 02-A006048528
- Système universitaire de documentation: 161481329
- Virtual International Authority File: 61740732
- WorldCat: E39PBJyxkGGq4MVmtFJTmFwBfq